# Thuisvulinstallatie
Een thuisvulinstallatie is een aardgasvulinstallatie om op kleine schaal een of meerdere voertuigen te vullen met aardgas (cng).

## Werking
De thuisvulinstallatie comprimeert het aardgas uit de huishoudelijke gasleiding tot een druk van ca. 200 bar. Via één of meerdere vulslang(en) loopt het aardgas het voertuig (de voertuigen) in. 
De richtlijn voor aardgasvulinstallaties, PGS 25, maakt onderscheid tussen kleine installaties met een nominale capaciteit kleiner dan 14,3 m3/uur en grotere installaties. In het algemene spraakgebruik worden echter alleen het model met een capaciteit van 2,7 m3/uur (FMQ-2) en vooral de Phill met een capaciteit van 1,5 m3/uur thuisvullers genoemd. Beide modellen kunnen thuis op het aardgasnet worden aangesloten.
Het vullen van een voertuig met een thuisvulinstallatie neemt enige tijd in beslag en wordt meestal 's nachts gedaan. Met de Phill duurt het vullen van een leeg voertuig zo'n 10-12 uur (dit is sterk afhankelijk van de tankinhoud). Met de FMQ-2 ongeveer 6-8 uur.

## Kosten
Met een thuisvulinstallatie lijken de kosten voor brandstof lager, omdat er geen accijns wordt geheven. Op aardgas moet in Nederland wel energiebelasting worden betaald, de elektriciteitskosten van de compressor moeten meegerekend worden en de aanschafprijs van een thuisvulinstallatie is aanzienlijk (in de orde van 5000 euro). Hierdoor is thuisvullen voor particulieren meestal niet interessant.